# Cheung King Lok
King Lok Cheung (8 februari 1991) is een Hongkongs voormalig weg- en baanwielrenner die anno 2019 uitkomt voor HKSI Pro Cycling Team. In 2016 en 2017 reed hij voor Orica-Scott in de UCI World Tour.
In 2016 nam Cheung deel aan de wegwedstrijd op de Olympische Spelen in Rio de Janeiro, maar reed deze niet uit.

## Palmares

### Baanwielrennen
| Jaar | HK | AK                                                                                              | WK                                                         | Overig                                                                                            |
| ---- | -- | ----------------------------------------------------------------------------------------------- | ---------------------------------------------------------- | ------------------------------------------------------------------------------------------------- |
| 2009 |    |                                                                                                 |                                                            |                                                                                                   |
| 2010 |    | ploegenachtervolging · 4e achtervolging                                                         | 20e achtervolging                                          | Aziatische Spelen: · achtervolging · ploegenachtervolging                                         |
| 2011 |    | ploegenachtervolging · 5e achtervolging                                                         | 17e ploegenachtervolging 17e achtervolging                 |                                                                                                   |
| 2012 |    | achtervolging · ploegkoers · ploegenachtervolging                                               | 14e ploegenachtervolging 21e achervolging                  |                                                                                                   |
| 2013 |    |                                                                                                 | 12e ploegenachtervolging 13e ploegkoers                    | Oost-Aziatische Spelen: · achtervolging                                                           |
| 2014 |    | ploegkoers · puntenkoers · ploegenachtervolging · omnium                                        | scratch · 5e puntenkoers · 13e ploegkoers                  | Aziatische Spelen: · omnium · Hongkong: Ploegenachtervolging, Achtervolging, Puntenkoers, Scratch |
| 2015 |    | ploegkoers · achtervolging                                                                      | 5e scratch 5e puntenkoers 13e ploegkoers 20e achtervolging | WB Cali: Puntenkoers                                                                              |
| 2016 |    | achtervolging · ploegkoers · puntenkoers                                                        | 5e scratch 9e puntenkoers 27e ploegkoers                   |                                                                                                   |
| 2017 |    |                                                                                                 | 22e puntenkoers                                            |                                                                                                   |
| 2018 |    | ploegkoers · puntenkoers · 5e ploegenachtervolging                                              | 4e puntenkoers                                             | Aziatische Spelen: · ploegkoers · ploegachtervolging                                              |
| 2019 |    | 5e ploegenachtervolging · 5e ploegkoers ploegenachtervolging · 4e achtervolging · 4e ploegkoers | 14e ploegkoers                                             |                                                                                                   |
| 2020 |    |                                                                                                 |                                                            |                                                                                                   |

### Wegwielrennen
2009
 Aziatisch kampioen tijdrijden, Junioren
2010
10e etappe Ronde van Korea
2011
 Chinees kampioen tijdrijden, Elite
2012
6e etappe Ronde van Hainan
2014
 Hongkongs kampioen tijdrijden, Elite
 Hongkongs kampioen op de weg, Elite
2015
1e etappe Ronde van Ijen
 Hongkongs kampioen tijdrijden, Elite
2016
 Aziatisch kampioen tijdrijden, Elite
 Aziatisch kampioen op de weg, Elite
 Hongkongs kampioen tijdrijden, Elite
 Hongkongs kampioen op de weg, Elite
2017
 Chinees kampioen tijdrijden, Elite
2018
 Aziatisch kampioen tijdrijden, Elite
2019
 Hongkongs kampioen op de weg, Elite

## Resultaten in voornaamste wedstrijden
| Jaar |  | WK op de weg |
| ---- |  | ------------ |
| 2013 |  | opgave       |
| 2017 |  | opgave       |

## Ploegen
- 2014 –  HKSI Pro Cycling Team
- 2015 –  HKSI Pro Cycling
- 2016 –  Orica-BikeExchange[1] (vanaf 15-3)
- 2017 –  Orica-Scott
- 2018 –  HKSI Pro Cycling Team
- 2019 –  HKSI Pro Cycling Team
- 2020 –  HKSI Pro Cycling Team

Albasini · Bewley · Chaves · Cheung · Cort · Docker · Durbridge · Edmondson · Ewan · Gerrans · Haig · Hayman · Hepburn · Howson · Impey · Juul-Jensen · Keukeleire · Matthews · Meier · Mezgec · Plaza · Power · Tuft · Txurruka · Verona · A.Yates · S.Yates · Schultz (stagiair)
Albasini · Bewley · Chaves · Cheung · Cort · Docker · Durbridge · Edmondson · Ewan · Gerrans · Haig · Hayman · Hepburn · Howson · Impey · Juul-Jensen · Keukeleire · Kluge · Kreuziger · Mezgec · Plaza · Power · Tuft · Verona · A. Yates · S. Yates